# سودين أباد
سودين‌ أباد (بالكردية: سێڤدیناڤا) هي إحدى القرى التابعة لـمرغور في ريف قسم سيلوانه من مقاطعة أرومية، في محافظة أذربیجان الغربیة الإيرانية.

## السكان
حسب إحصاءات سنة 2006، بلغ إجمالي السكان في سيفدينافا 42 نسمة وعدد المساكن 10 مسكن. لغة سكان سيفدينافا هي اللغة الكردية و هم من أهل السنة والجماعة والمذهب الشافعي.